# Mihaela Loghin
Mihaela Loghin, född den 1 juni 1952 i Roman, Rumänien, är en rumänsk friidrottare inom kulstötning.
Hon tog OS-silver i kulstötning vid friidrottstävlingarna 1984 i Los Angeles.